# Cladobranchia
Cladobranchia is een onderorde van weekdieren uit de klasse van de Gastropoda (slakken).

## Taxonomie
De volgende taxa zijn bij de clade ingedeeld:
- Niet bij een superfamilie ingedeeld
  - Familie Charcotiidae Odhner, 1926
    - = Lemindidae Griffiths, 1985

  - Familie Dironidae Eliot, 1910
  - Familie Dotidae Gray, 1853
    - = Iduliidae Iredale & O'Donoghue, 1923

  - Familie Embletoniidae Pruvot-Fol, 1954
  - Familie Goniaeolididae Odhner, 1907
  - Familie Heroidae Gray, 1857
  - Familie Madrellidae Preston, 1911
  - Familie Pinufiidae Er. Marcus & Ev. Marcus, 1960
  - Familie Proctonotidae Gray, 1853
- Clade Dendronotida
  - Superfamilie Tritonioidea Lamarck, 1809
    - Familie Tritoniidae Lamarck, 1 809 [= Sphaerostomatidae Locard, 1886 (inv.); = Duvauceliidae Iredale & O'Donoghue, 1923]
    - Familie Bornellidae Bergh, 1874
    - Familie Dendronotidae Allman, 1845
    - Familie Hancockiidae MacFarland, 1923
    - Familie Lomanotidae Bergh, 1890
    - Familie Phylliroidae Menke, 1830 [= Nectophyllirhoidae Hoffmann, 1922; = Dactylopodidae Bonnevie, 1931]
    - Familie Scyllaeidae Alder & Hancock, 1 855
    - Familie Tethydidae Rafinesque, 1 81 5 [= Melibidae Forbes, 1844; = Fimbriidae O'Donoghue, 1926 (inv.); = Tethymelibidae Bergh, 1890 (n.a.)]
- Clade Aeolidida
  - Superfamilie Flabellinoidea Bergh, 1889 [= Pleuroprocta]
    - Familie Flabellinidae Bergh, 18892^^[= Coryphellinae Bergh, 1889; = Cumanotinae Odhner, 1907; = Nossidae Odhner, 1968 (inv.); = Paracoryphellidae M. Miller, 1971]
    - Familie Notaeolidiidae Eliot, 1910

  - Superfamilie Fionoidea Gray, 1857 [= Acleioprocta]
    - Familie Fionidae Gray, 1857
    - Familie Calmidae Iredale & O'Donoghue, 1923
    - Familie Eubranchidae Odhner, 1934 [= Egalvininae Odhner, 1968; = Amphorininae Martynov, 1998; = Dungina Martynov, 1998; = Nudibranchini Martynov, 1998; = Produngina Martynov, 1998]
    - Familie Pseudovermidae Thiele, 1931
    - Familie Tergipedidae Bergh, 18892l^ SF Tergipedinae Bergh, 1889
      - Onderfamilie Cuthoninae Odhner, 1934 [= Trinchesiidae F. Nordsieck, 1972]
      - Onderfamilie Precuthoninae Odhner, 1968 [= CuthonellinaeM.C. Miller, 1977]

  - Superfamilie Aeolidioidea Gray, 1827 [= Cleioprocta]
    - Familie Aeolidiidae Gray, 1827 [= Spurillidae Odhner, 1939; = Eolidininae Pruvot-Fol, 1951 (inv.); = Pleurolidiidae Burn, 1966; = Protaeolidiellidae Odhner, 1968]22o
    - Familie  Facelinidae Bergh, 1889
      - Onderfamilie Facelininae Bergh, 1889 [= Caloriidae Odhner, 1 968; = Phidianidae Odhner, 1968; = Pruvotfoliinae Tardy, 1970]
      - Onderfamilie Babakininae Roller, 1973 [= Babainidae Roller, 1972 (inv.)] SF Crateninae Bergh, 1889 [= Rizzoliinae Odhner, 1939 (inv.)] SF Favorininae Bergh, 1889 [= Myrrhinidae Bergh, 1905^21; = Phyllodesmiinae Thiele, 1931; = Facalaninae Er. Marcus, 1958]
      - Onderfamilie Herviellinae Burn, 1967
      - Onderfamilie Pteraeolidiinae Risbec, 1953

    - Familie Glaucidae Gray, 1827 [= Pleuropinae Rafinesque, 1815]
    - Familie Piseinotecidae Edmunds, 1970